# كورنتان جان
كورنتان جون (مواليد 15 يوليوز 1995 في بلوا) لاعب كرة قدم فرنسي يمارس في نادي لانس في موقع مهاجم.

## روابط خارجية
- كورنتان جان على موقع الاتحاد الأوربي (الإنجليزية)
- كورنتان جان على موقع رابطة كرة القدم الفرنسية للمحترفين (الإنجليزية)
- كورنتان جان على موقع الدوري الأمريكي (الإنجليزية)
- كورنتان جان على موقع إي إس بي إن إف سي (الإنجليزية)
- كورنتان جان على موقع قاعدة بيانات كرة القدم.إي يو (الإنجليزية)
- كورنتان جان على موقع ليكيب (الفرنسية)
- كورنتان جان على موقع Soccerway.com (الإنجليزية)
- كورنتان جان على موقع AS.com (الإسبانية)